# メリッサ・クニヨシ
メリッサ・クニヨシ（2003年1月29日 - ）は、ブラジル・サンパウロ出身の日系ブラジル人の女性歌手である 。愛称はメリッサ。

## 来歴
カラオケ好きの父の影響もありわずか2歳で歌い始め、4歳で初めてカラオケ大会で優勝し、8歳頃にはブラジル・SBTのテレビ番組「Programa Raul Gil」のステージに立った。
2013年9月、メジャーデビューを志して家族とともに日本に移住し、同月より鈴木淳のもとで歌のレッスンを受けながら様々なイベントに出場した。
2015年10月、グローボが日本で主催する「Brazilian International Press Awards Japão 2015」にて「プレスアワード賞（女性ソロ歌手部門）」を受賞した。
2016年7月、インディーズ・デビュー曲「虹色少年（にじいろボーイ）」と「ほほえみホスピタル」をリリースした。デビュー時には「Programa Raul Gil」のステージに凱旋出演した。また現地ニッケイ新聞の取材に対し「（配信）デビューが決まってびっくり!それに初めてブラジルに帰ってこられて、『あぁ家に帰ってきたんだなぁ』って感じる」などとコメントした。
2018年9月、自身初となる単独ライブ「メリッサ・クニヨシ Live in 安曇野（主催:メリッサ・クニヨシ Live in 安曇野 実行委員会）」を長野県で開催した。また、現地新聞大糸タイムスの取材に対し『初めての単独ライブで緊張したが、会場の温かい雰囲気の中で歌うことができて幸せです』とコメントし、企画した平林信明氏は『ライブを企画したのは初めて。苦労はあったが開催できて感慨深い。』とコメントした。
2019年6月、FOCUS BRASILが日本で主催する「FOCUS BRASIL AWARDS JAPAN 2019」にて「Cantora（女性ソロ歌手部門賞）」を受賞した。

## 人物
本人の談によれば性格は以下の通り。
- 性格は素直で思い詰めないタイプ。人を恨む事もしない。
- 趣味は、ピアノ演奏・描画・韓国語習得。
- 日本語は、日常会話はほぼ話せるが、まだ勉強中。
- 将来の夢は、聞いた人が幸せになるような歌手として歌い続けること。
- 好きなアーティストは、BTS、BIGBANG、ONE OK ROCK。
- 好きな食べ物は卵で、日本に来て初めて食べた半熟卵が好き。ブラジルではフェイジャン、アロイスしか食べていなかったが、日本に来て寿司、刺身も好物になり、ほとんどの日本食を食べるようになった[10]。

## ディスコグラフィ

### シングル
- 「虹色少年／ほほえみホスピタル[注 1]」（インディーズデビュー曲）

### 参加作品
- 「仕上がった人ALBUM」（フジテレビに出たい人TVプロデュース）

## 出演
| 年     | 月日      | 場所                                       | コンサート名・イベント名・番組名                                                            |
| ------ | --------- | ------------------------------------------ | ------------------------------------------------------------------------------------------- |
| 2011年 | 012月26日 | 日本テレビ                                 | 世界まる見え!テレビ特捜部～緊急特番 世紀のモンスターSP～                                    |
| 2012年 | 06月16日  | CENFORPE-São Bernardo do Campo SP          | 31ª Festa da Imigração Japonesa de SBC 第31回サンベルナルド・ド・カンポ日本移民祭           |
| 2012年 | 07月26日  | フジテレビ                                 | ノンストップ!                                                                               |
| 2013年 | 04月06日  | Clube Escola Jardim São Paulo              | 8º Nikkey Matsuri 第8回ニッケイ祭り                                                         |
| 2013年 | 06月15日  | CENFORPE-São Bernardo do Campo SP          | 32ª Festa da Imigração Japonesa de SBC 第32回サンベルナルド・ド・カンポ日本移民祭           |
| 2014年 | 02月02日  | ホテルルポール麹町                         | 歌謡アーティスト連盟「歌い初め会」                                                          |
| 2014年 | 06月29日  | 浜松市総合産業展示館                       | フェスタジュニナ浜松                                                                        |
| 2014年 | 07月26日  | 四日市市 ニッケン学園                      | フェスタジュリナ                                                                            |
| 2014年 | 09月28日  | 浜松市総合産業展示館                       | フェスタインターナショナル浜松                                                              |
| 2015年 | 01月31日  | ホテルルポール麹町                         | 歌謡アーティスト連盟「歌い初め会」                                                          |
| 2015年 | 03月29日  | お台場                                     | ブラジルカーニバル2015                                                                      |
| 2015年 | 05月24日  | 群馬県邑楽郡大泉町                         | リオトーキョーカフェ ライブ                                                                 |
| 2015年 | 06月27日  | 沖縄県嘉手納町兼久海浜公園                 | うたの日コンサート2015 in 嘉手納                                                            |
| 2015年 | 07月19日  | 代々木公園                                 | 第10回ブラジルフェスティバル                                                                |
| 2015年 | 07月25日  | 群馬県邑楽郡大泉町                         | 第43回大泉祭り 第13回ブラジルライブ                                                         |
| 2015年 | 09月06日  | 東京夢の島マリーナ                         | ブラジリアンデイ                                                                            |
| 2015年 | 10月02日  | 横浜市鶴見区民文化センター・サルビアホール | Press Awards Japao 2015                                                                     |
| 2015年 | 10月04日  | 横浜市鶴見区民文化センター・サルビアホール | アミーゴ・ド・ブラジル賞                                                                    |
| 2016年 | 05月22日  | セルヴィツー（浜松）                       | 第1回ジュニア国際カラオケ大会                                                               |
| 2016年 | 07月16日  | ブラジルSBT                                | プログラマ ハウル ジル                                                                      |
| 2016年 | 08月11日  | 群馬県太田市 イオンモール太田              | アミーゴフェスティバル2016                                                                  |
| 2016年 | 09月18日  | 群馬県大泉町文化むらMaior Hall             | 第十一回ブラジル青少年フェスティバル                                                        |
| 2016年 | 10月23日  | 横浜市鶴見区民文化センター・サルビアホール | つるみ多文化交流カラオケ大会                                                                |
| 2016年 | 10月29日  | 沖縄県読谷村運動広場                       | よみたんまつり世界のユンタンザンチュ大会                                                    |
| 2016年 | 10月30日  | 沖縄県 セルラーパーク那覇                  | 第6回世界のウチナーンチュ大会はいさいステージ                                               |
| 2016年 | 12月18日  | セルヴィツー（浜松）                       | 第2回ジュニア国際カラオケ大会                                                               |
| 2017年 | 01月29日  | 岡崎市竜美丘会館                           | おかざき多文化共生フェスティバル2017                                                        |
| 2017年 | 08月27日  | セルヴィツー（浜松）                       | 第３回ジュニア国際カラオケ大会                                                              |
| 2017年 | 10月01日  | 浜名湖ガーデンパーク                       | ブラジル・デー                                                                              |
| 2017年 | 11月04日  | 横浜市鶴見区入船公園                       | 第2回鶴見ウチナー祭                                                                         |
| 2017年 | 11月26日  | セルヴィツー（浜松）                       | 第４回ジュニア国際カラオケ大会                                                              |
| 2018年 | 05月20日  | セルヴィツー（浜松）                       | 第５回ジュニア国際カラオケ大会                                                              |
| 2018年 | 07月08日  | 川崎市国際交流センター                     | ２０１８インターナショナルフェスティバル in 川崎                                            |
| 2018年 | 09月22日  | シェアベースにぎわい                       | メリッサ・クニヨシ Live in 安曇野                                                           |
| 2018年 | 12月02日  | セルヴィツー（浜松）                       | 第６回ジュニア国際カラオケ大会                                                              |
| 2019年 | 05月26日  | セルヴィツー（浜松）                       | 第７回ジュニア国際カラオケ大会                                                              |
| 2019年 | 07月07日  | テレビ東京                                 | THEカラオケ★バトル＜U-18 歌うま甲子園 夏の新人戦＞                                          |
| 2019年 | 07月13日  | 浜松市地域情報センター                     | FOCUS BRASIL AWARDS JAPAN 2019                                                              |
| 2019年 | 11月17日  | セルヴィツー（浜松）                       | 第８回ジュニア国際カラオケ大会                                                              |
| 2019年 | 11月17日  | テレビ東京                                 | THEカラオケ★バトル＜U-18歌うま甲子園 四天王争奪戦＞                                         |
| 2019年 | 12月28日  | 渋谷ヒカリエ                               | THE PERFORMER'S Vol1                                                                        |
| 2020年 | 05月26日  | On-Line                                    | Kizuna Fest                                                                                 |
| 2020年 | 06月21日  | On-Line                                    | DIA INTERNACIONAL DO NIKKEI                                                                 |
| 2021年 | 05月1日   | On-Line                                    | Festival Brasil&Japão                                                                       |
| 2021年 | 05月23日  | On-Line                                    | Live de Aniversário karaokê vale tudo e shows                                               |
| 2023年 | 07月15日  | 代々木公園                                 | Festival Brasil 2023                                                                        |
| 2025年 | 03月10日  | JICA横浜                                   | 海外移住資料館オンラインセミナー「日系人と日本の歌」                                        |
| 2025年 | 03月13日  | 相模女子大学                               | 第10回相模女子大学人間社会学部社会福祉シンポジウム 外国にルーツのある若者の自己実現を求めて |